# Kalākaua delle Hawaii
Kalākaua, nato come David Laʻamea Kamanakapuʻu Mahinulani Nalaiaehuokalani Lumialani Kalākaua e conosciuto anche come David Kalākaua o col soprannome di Re felice (Honolulu, 16 novembre 1836 – San Francisco, 20 gennaio 1891), è stato re delle Hawaii dal 1874 al 1891.
Proclamato sovrano dopo la morte del precedente sovrano Lunalilo in assenza di eredi, in questa circostanza come già successo in precedenza il parlamento nazionale proclamò delle elezioni per occupare il trono rimasto vacante, Kalākaua vinse le elezioni e si insediò come nuovo re delle Hawaii.
Durante il suo regno Kalākaua attuò una politica conservatrice e nazionalista, cercando di limitare il più possibile l'ingerenza dei grandi commercianti stranieri nominando membri delle popolazioni native all'interno del governo del regno.
Nel 1887 fu costretto a concedere una costituzione, cedendo una buona parte dei propri potere e trasformando il paese in una monarchia costituzionale. Durante il suo regno venne riportato allo splendore originario l'hula dopo che era stato bandito nel 1830 dalla regina Ka'ahumanu dopo la sua conversione al cristianesimo. Egli è noto inoltre per aver promosso il surf e l'arte marziale hawaiana, la Kapu Kuialua.
Massone, fu membro, e Maestro venerabile nel 1859, della Loggia Le Progrès de l'Océanie No. 124.

## Biografia

### I primi anni

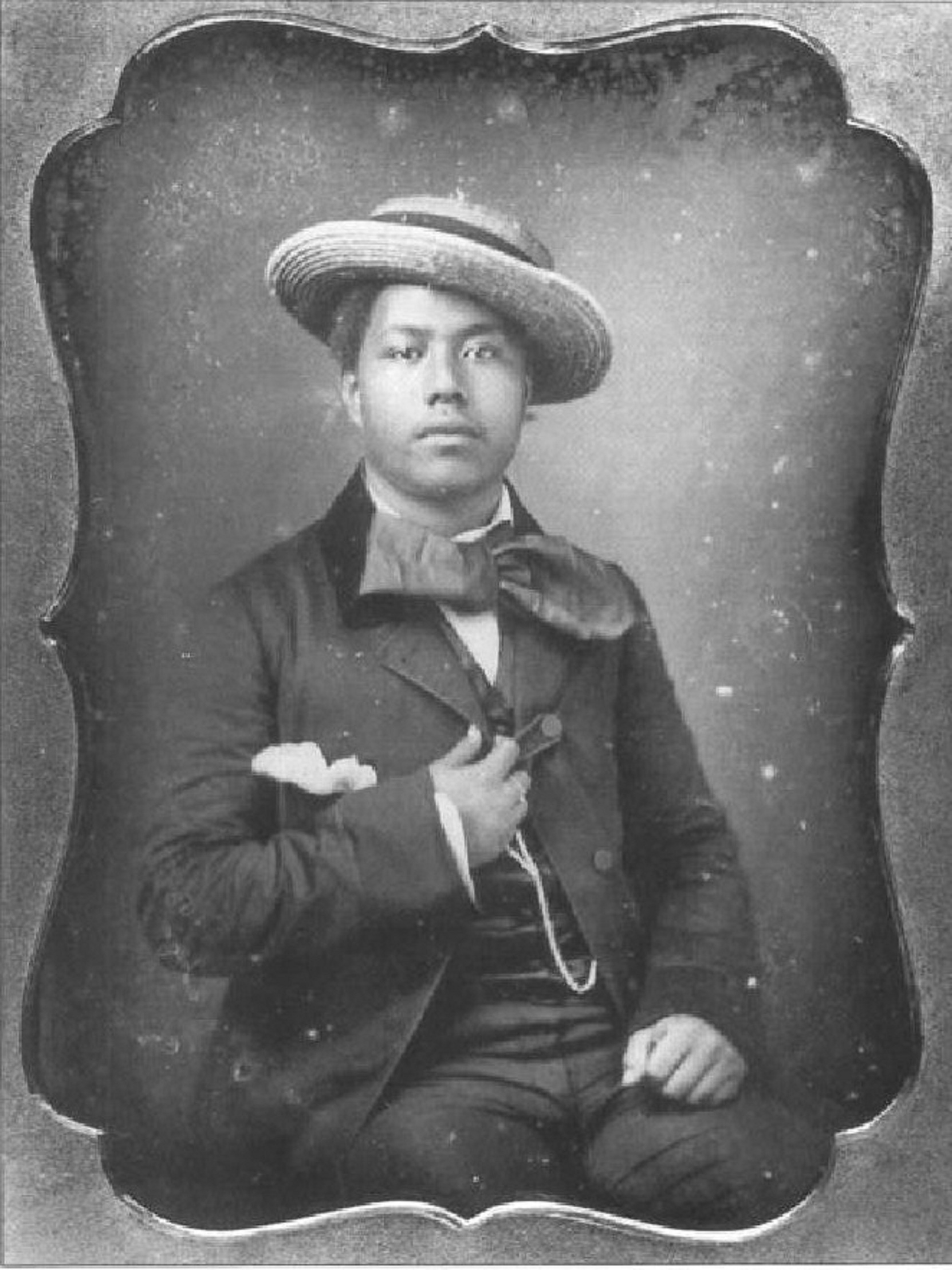
Kalākaua negli anni della sua giovinezza, 1850 circa.

Kalākaua era il secondo figlio sopravvissuto di suo padre, il gran capo Caesar Kaluaiku Kapaʻakea di Kauaʻi e di sua moglie, la gran capessa Analea Keohokālole di Kauaʻi. Egli era inoltre il fratello maggiore di Moses, James Kaliokalani, Lydia Kamakaʻeha, Anna Kaʻiulani, Kaʻiminaʻauao, Kinini, Miriam Likelike e William Pitt Leleiohoku II. Il suo nome "Kalākaua" viene comunemente tradotto in "Il giorno della battaglia" e si riferisce appunto al trattato imposto dal capitano britannico lord Edward Russell della Actaeon a Kamehameha III il giorno della sua nascita.
Pur promesso in hanai a Kuini Liliha, la regina Kaʻahumanu II decise di affidarlo per una sua migliore istruzione alle cure della gran capessa Haʻaheo Kaniu e di suo marito Keaweamahi Kinimaka.
Haʻaheo morì nel 1843 lasciando tutte le sue sostanze al figlio adottato. La sua tutela passò al padre adottivo che lo portò a vivere a Lahaina. Kinimaka sposerà in seguito Pai, una capessa tahitiana che tratterà Kalākaua come un figlio sino alla nascita del suo stesso figlio.
Quando Kalākaua aveva appena quattro anni, fece ritorno a Oʻahu per vivere coi suoi parenti biologici ed iniziò la sua effettiva educazione alla Chiefs' Children's School. Qui ebbe modo di imparare fluentemente a parlare l'inglese e l'hawaiano. Iniziò a studiare anche legge all'età di 16 anni. Nel 1856 il giovane nobile era già parte dello staff del re Kamehameha IV oltre ad essere patrono di un'organizzazione politica nota col nome di "Giovani Hawaiani" che si fregiava del motto conservatore "Hawaii per gli hawaiani". Kalākaua prestò inoltre servizio nel Ministero dell'Interno e, nel 1863, venne nominato maestro generale delle poste.

### Le elezioni del 1872
Re Kamehameha V, ultimo monarca della dinastia Kamehameha, morì il 12 dicembre 1872 senza eredi e senza aver nominato il suo successore al trono. Sulla base della costituzione del regno, se il re non avesse ancora nominato il suo successore al momento della sua morte, esso doveva essere scelto per elezione.
Molti furono i candidati che concorsero al trono hawaiano, ma lo scontro si attestò ben presto su due aliʻi (capi) d'alto rango: William C. Lunalilo e Kalākaua. Lunalilo era più conosciuto, in parte perché era un capo di rango superiore rispetto a Kalākaua ed era anche cugino di Kamehameha V. Lunalilo si presentava inoltre come maggiormente liberale con la promessa di emendare la costituzione per concedere maggior voce al popolo. Lunalilo sembrava essere dunque il favorito ma, per quanto molti facessero pressione per proclamarlo direttamente come sovrano, egli volle che si tenessero comunque regolari elezioni per decidere il candidato al trono.
Kalākaua per parte sua si limitò a proclamare uno scritto poetico diretto agli hawaiani. Eccone un estratto:
Oh! A tutte le tribù! Oh! Mio antico popolo! La popolazione che ha si è presa cura e ha costruito il regno di Kamehameha.
Sollevatevi! Questa è la voce.
Lasciate che io vi conduca, oh mio popolo! Nulla farò contrario alle leggi o contro la pace del regno.
Votate.
Non lasciate che siamo governati dagli stranieri; essi non avranno il nostro paese. Non lasciatevi guidare dai loro falsi insegnamenti.»
Kalākaua era indubbiamente più conservatore di Lunalilo, ma pensò con questo scritto di colpire nel segno dal momento che all'epoca il governo delle Hawaii era prevalentemente nelle mani di stranieri. Kalākaua promise pertanto di riportare i nativi hawaiani al governo e promise inoltre di emendare la costituzione del regno.
Il 1 gennaio 1873, si tennero infine le elezioni popolari per l'incarico di re delle Hawaii. Lunalilo vinse con una schiacciante maggioranza e il giorno dopo il governo ratificò il voto popolare. Kalākaua risultò sconfitto.

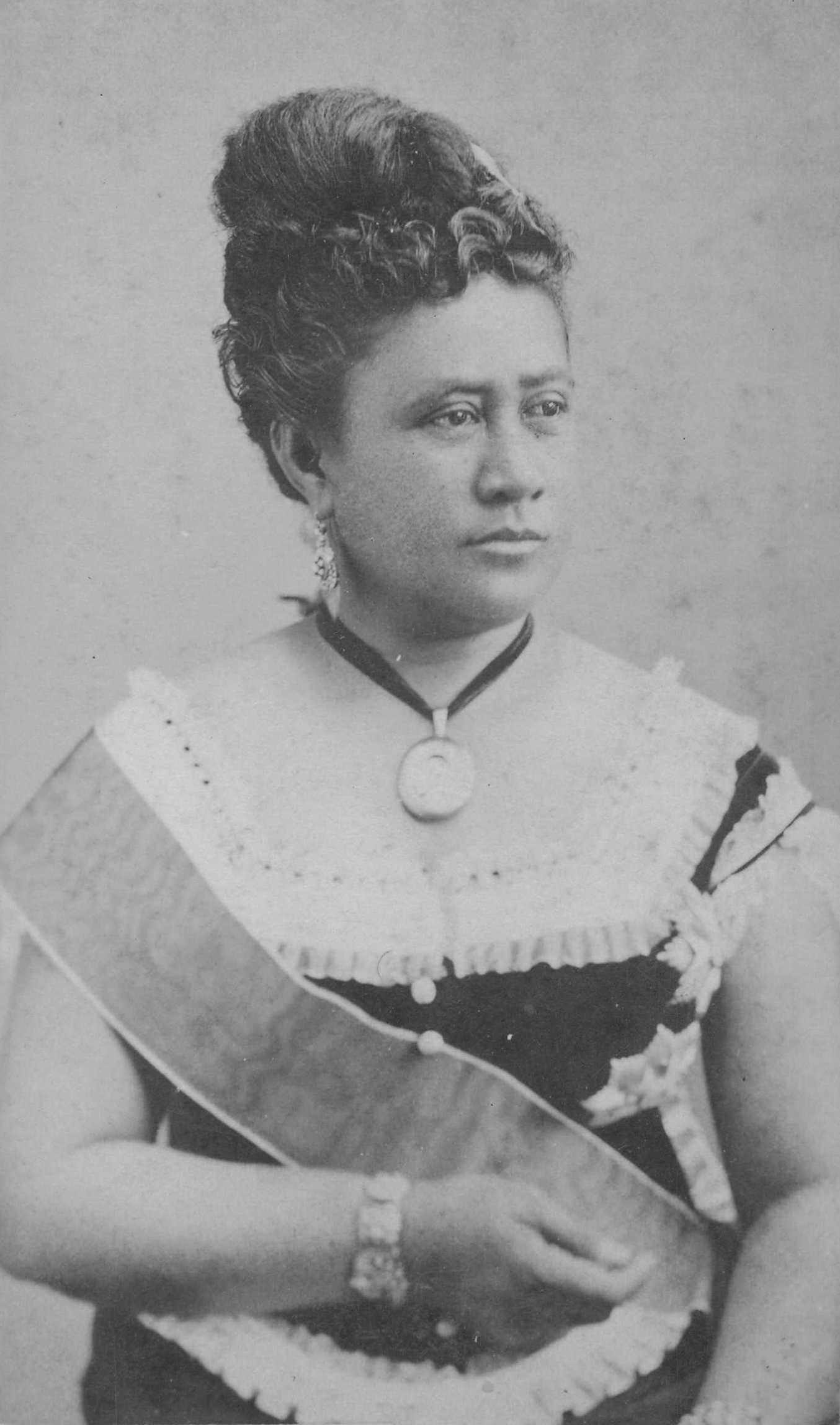
Kapiʻolani, regina consorte di Kalākaua.

### Il regno

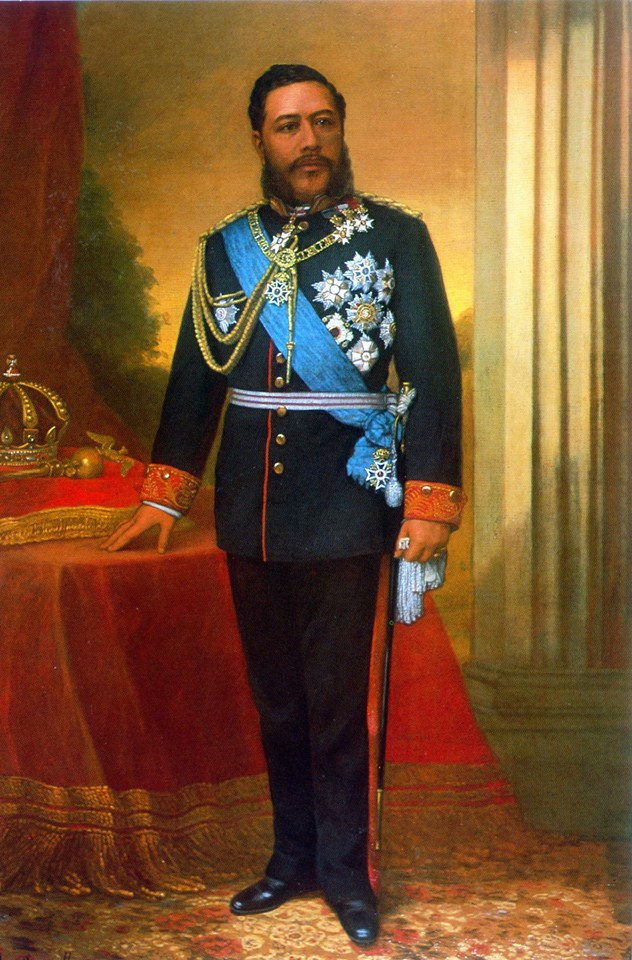
Ritratto ufficiale di re David Kalakaua realizzato da William Cogswell.

Lunalilo morì il 3 febbraio 1874 dopo appena due anni di regno e Kalākaua venne eletto a rimpiazzarlo, supportato dalla popolazione locale, mentre i sudditi britannici dell'isola gli preferirono la regina Emma, la vedova del sovrano defunto.
Una volta asceso al trono, Kalākaua nominò suo fratello, William Pitt Leleiohoku, come suo principe ereditario.
Kalākaua iniziò il suo regno con un tour nelle isole hawaiane per migliorare la propria popolarità. Nel dicembre del 1874, Kalākaua inviò dei rappresentanti negli Stati Uniti per negoziare un trattato di reciprocità per porre fine al periodo di depressione che stavano attraversando le Hawaii. Nel novembre di quello stesso anno, Kalākaua si recò personalmente a Washington, D.C. per incontrare il presidente Ulysses S. Grant. Venne raggiunto un accordo e siglato un trattato il 30 gennaio 1875 che prevedeva che alcuni beni di produzione hawaiana (tra cui zucchero e riso) fossero ammessi negli stati uniti senza tasse.
Durante la prima parte del regno di Kalākaua, il re usò indiscriminatamente il proprio potere per nominare o licenziare gabinetti di governo. Re Kalākaua credeva infatti che il diritto ereditario fosse sacro e questo gli attirò alcune critiche da parte degli aderenti al cosiddetto "Partito missionario" che volevano una riforma del governo hawaiano basata sul modello della monarchia costituzionale del Regno Unito dove il potere del sovrano appariva molto limitato e dove il suo ruolo era quello di grande rappresentante dello stato.

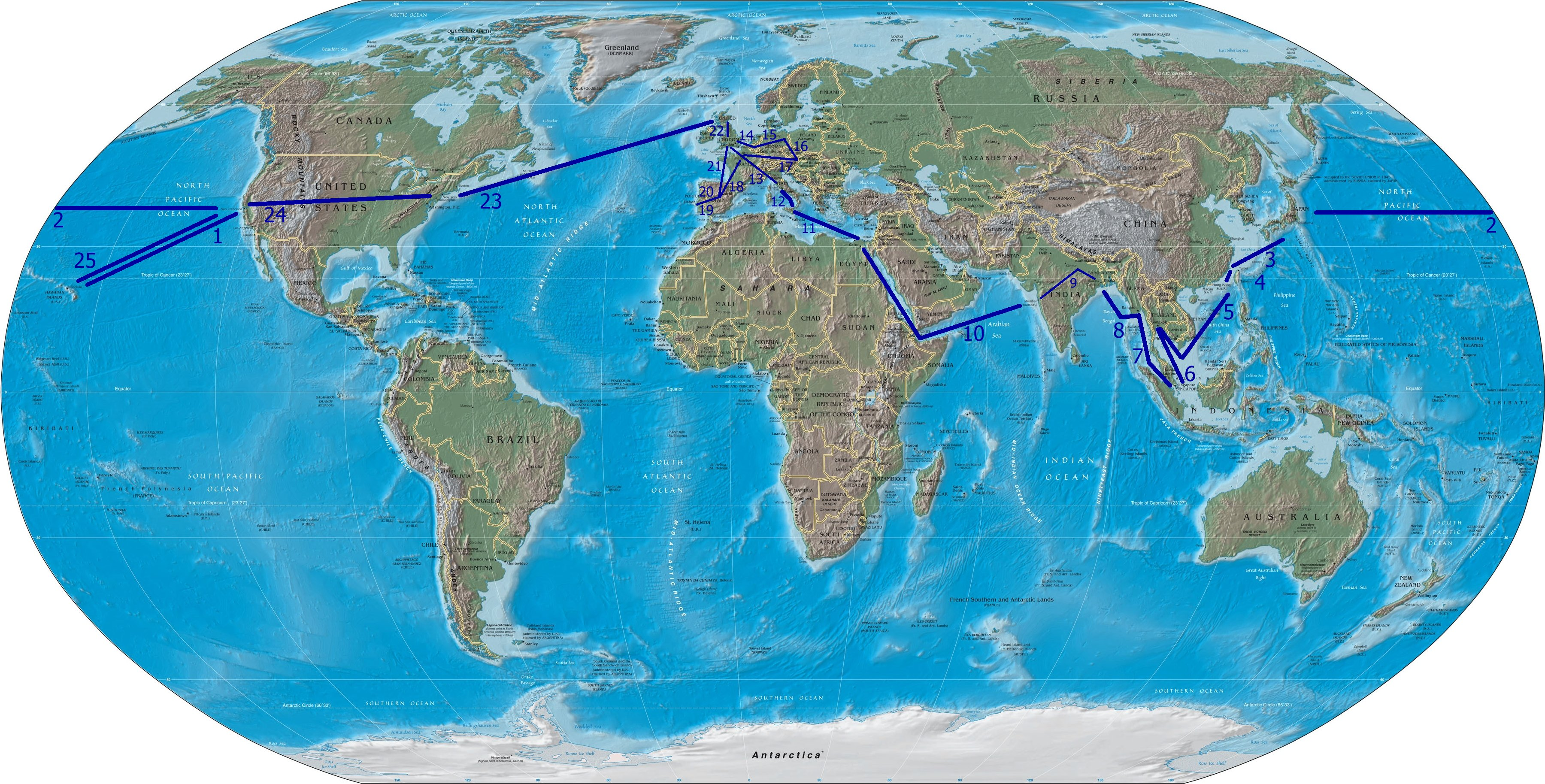
Viaggio del re Kalākaua nel 1881

Nel 1881, re Kalākaua lasciò le Hawaii per un viaggio intorno al mondo per studiare il problema internazionale dell'immigrazione e per migliorare le relazioni internazionali del suo regno, oltre a farsi un'idea di come fossero gestite le altre monarchie del mondo. In sua assenza, sua sorella ed erede, la principessa Liliʻuokalani, governò come reggente (il principe Leleiohoku, l'erede formale, era morto nel 1877). Il re dapprima si recò a San Francisco dove ebbe un'accoglienza trionfale. Salpò quindi alla volta del Giappone dove si incontrò con l'imperatore Meiji per poi continuare alla volta della Cina, del maharaja di Johor, del Siam dove incontrò re Chulalongkorn (Rama V), continuando poi nel Burma, nell'India britannica, in Egitto, in Italia, in Belgio, nell'Impero tedesco, nell'Impero austro-ungarico, in Francia, in Spagna, in Portogallo, in Regno Unito e quindi nuovamente negli Stati Uniti prima di tornare nelle Hawaii.
Durante questo suo viaggio, il sovrano incontrò diverse altri capi di stato tra cui papa Leone XIII, Umberto I d'Italia, Abu Bakar di Johor, Tewfik, viceré d'Egitto, Guglielmo I di Germania, Rama V del Siam, il presidente statunitense Chester A. Arthur e la Regina Vittoria. Fu uno dei primi sovrani a viaggiare per il mondo. William N. Armstrong, che era membro del gabinetto del re e che accompagnò il sovrano nella sua circumnavigazione, documentò l'intero tragitto e le impressioni da esso derivate ne Around the World With a King. Nel Regno di Svezia ottenne la gran croce dell'Ordine di Vasa direttamente da re Oscar II il 18 febbraio 1881.
Kalākaua al suo ritorno fece costruire il Palazzo Iolani, l'unico palazzo reale edificato sul suolo americano ancora oggi esistente, con un costo di 300.000 dollari, una somma straordinaria per l'epoca. Gran parte del mobilio ancora oggi presente nel palazzo venne ordinato dallo stesso Kalākaua mentre si trovava in Europa.

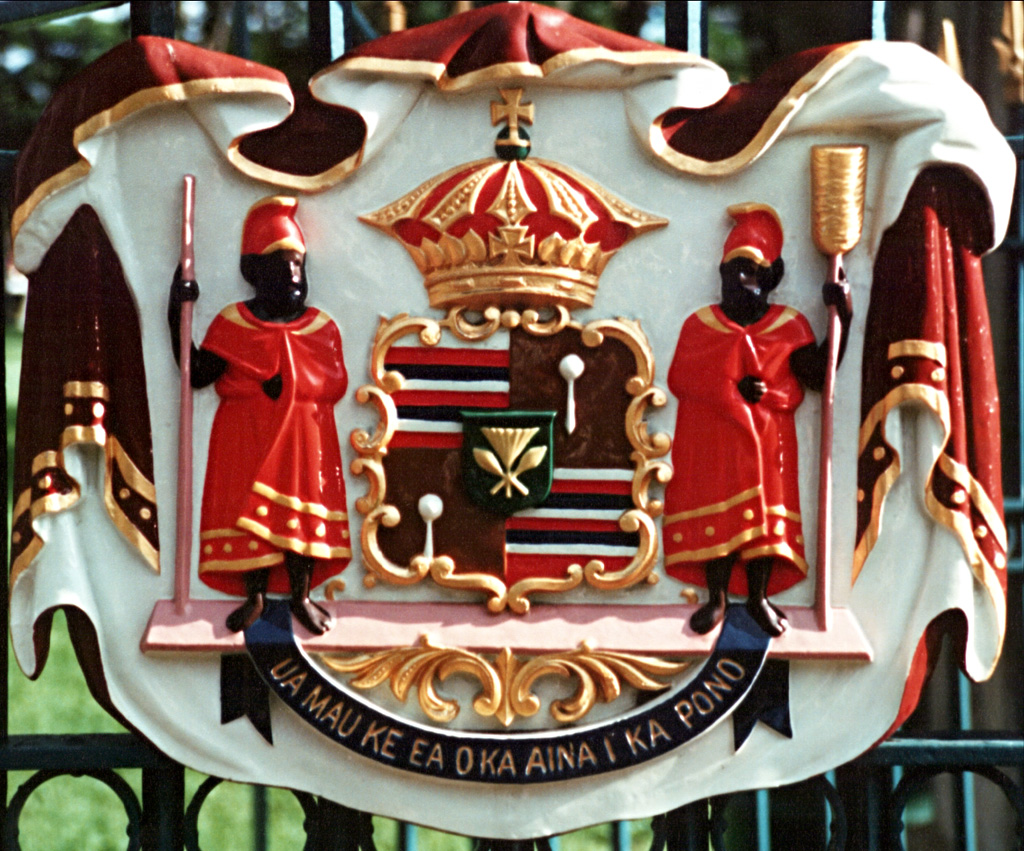
Stemma del Regno delle Hawaii sulla cancellata del Palazzo Iolani ad Honolulu, nelle Hawaii

Kalākaua decise di erigere la Statua di Kamehameha in onore a Kamehameha I, il primo re di tutte le isole Hawaii. La statua originaria venne persa quando la nave affondò nei pressi delle Isole Falkland e pertanto fu necessaria una nuova fusione nel 1883. La statua dispersa venne poi recuperata, riparata e inviata nelle Hawaii nel 1912.
Re Kalākaua si dice che con la sua politica abbia contribuito particolarmente al tentativo di costruire un vero e proprio impero polinesiano. Nel 1886, riuscì a stanziare 30.000 dollari per la formazione di una confederazione polinesiana. Il re inviò dei rappresentanti a Samoa dove Malietoa Laupepa si accodò al progetto. Questa confederazione ad ogni modo non perdurò a lungo dal momento che re Kalākaua perse gran parte del suo potere già dall'anno successivo con la Costituzione delle baionette e con la salita al potere del partito riformista che pose fine a questa alleanza.
Nel 1887 le tensioni tra il Partito Missionario ed il sovrano erano giunte all'apice. Gli aderenti al movimento politico criticavano infatti pesantemente la crescita del debito pubblico statale ed accusavano di questo il re e le sue pazze spese. Alcuni tra gli stranieri erano intenzionati a forzare re Kalākaua ad abdicare ed a porre sua sorella Liliʻuokalani al trono, mentre altri invece volevano direttamente l'abolizione della monarchia e l'annessione dell'isola agli Stati Uniti, riuniti nella "Lega Hawaiana". Nel 1887 alcuni membri di questa lega, armati di fucili, si assemblarono e forzarono il re a sottoscrivere una nuova costituzione.

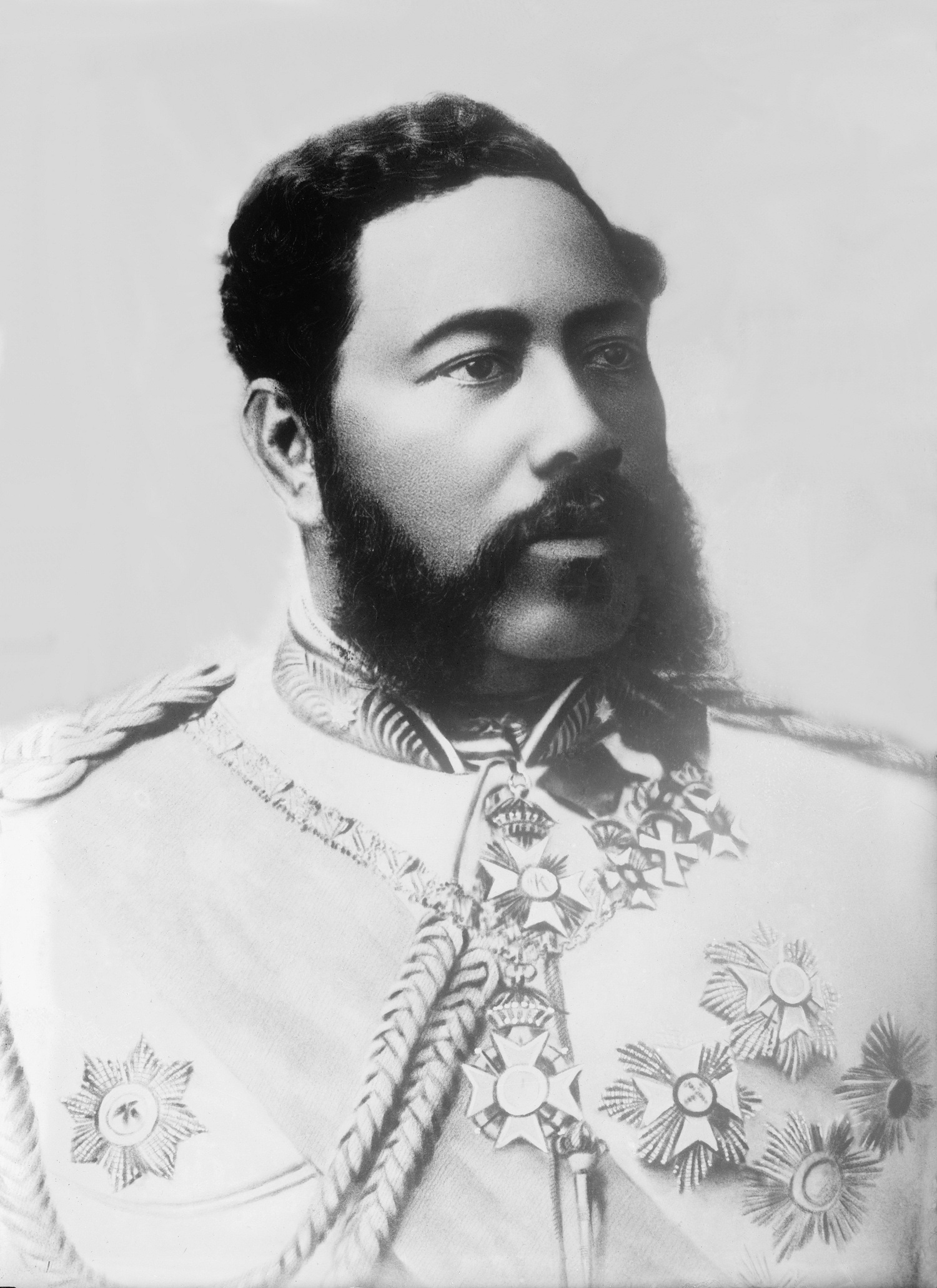
Ritratto di Kalakaua

Questa nuova costituzione, soprannominata Costituzione delle baionette del 1887, tolse al re gran parte del suo potere esecutivo e privò gran parte dei nativi hawaiani dei loro diritti di voto. Il 75% degli hawaiani non poté più votare per via del proprio genere, per l'età richiesta, per il censo, ecc. Con questi nuovi requisiti, gli hawaiani pur rappresentando i due terzi dell'elettorato, votavano ora solo per un terzo di loro, ovvero per la sola classe aristocratica. Il resto degli aventi diritto al voto era composto da europei e americani residenti.
Il re venne costretto a prendere decisioni solo dopo essersi consultato col gabinetto di governo, con l'abolizione tra l'altro del veto regio. Anche la Camera dei Nobili, la camera alta della legislatura, venne dichiarata elettiva e non più su nomina diretta del sovrano.
Poco dopo si scatenò una controrivoluzione guidata da Robert Wilcox, animata dalla volontà di restaurare il potere del re, ma questa fallì.

### Gli ultimi anni
Dal 1890, la salute del re iniziò a peggiorare. Su consiglio del suo medico personale, il sovrano si recò a San Francisco per cure più approfondite, ma la sua salute continuò inesorabilmente a peggiorare e morì il 20 gennaio 1891 al Palace Hotel di San Francisco. Le sue ultime parole furono "Aue, he kanaka au, eia i loko o ke kukonukonu o ka maʻi!," o "Ahimè, Sono un uomo che è seriamente malato". Altri riportarono che il sovrano disse "Dite al mio popolo che ci ho provato", tra cui lo scrittore Eugene Burns nella sua biografia sul sovrano pubblicata nel 1952 dal titolo The Last King of Paradise.
Poco prima della sua morte, la sua voce venne registrata sul cilindro di un fonografo che oggi è conservato al Bernice P. Bishop Museum.
Le sue spoglie fecero ritorno ad Honolulu a bordo della nave americana USS Charleston (C-2). Dal momento che non ebbe eredi, la sorella di Kalākaua, Liliʻuokalani, venne chiamata a succedergli al trono hawaiano.

## Cariche onorifiche
- Presidente di Hale Naua [Tempio della Scienza] (1886-1891).[12]
- Membro Onorario dell'Ordine della Croce Rossa di Costantino [Gran Conclave di Scozia] (1881-1891).

## Albero genealogico
|                                               |                                    |                                              | Genitori                                      |  |  | Nonni |  |  | Bisnonni                           |  |  | Trisnonni                          |  |
|                                               |                                    |                                              |                                               |  |  |       |  |  | Aliʻi Nui Kepoʻokalani di Kauaʻi * |  |  | Aliʻi Nui Kameʻeiamoku di Kauaʻi * |  |
|                                               |                                    |                                              |                                               |  |  |       |  |  | Aliʻi Nui Kepoʻokalani di Kauaʻi * |  |  | Aliʻi Nui Kameʻeiamoku di Kauaʻi * |  |
|                                               |                                    | Aliʻi Nui Kamakaeheikuli di Kohala *         |                                               |  |  |       |  |  | Aliʻi Nui Kepoʻokalani di Kauaʻi * |  |  |                                    |  |
| Aliʻi Nui Kamanawa II di Kauaʻi               |                                    |                                              |                                               |  |  |       |  |  | Aliʻi Nui Kepoʻokalani di Kauaʻi * |  |  |                                    |  |
|                                               |                                    | Aliʻi Nui Alapaʻiwahine di Kaʻū              | Aliʻi Nui KalaninuiʻIamamao di Kaʻū           |  |  |       |  |  |                                    |  |  |                                    |  |
|                                               |                                    | Aliʻi Nui Alapaʻiwahine di Kaʻū              | Aliʻi Nui KalaninuiʻIamamao di Kaʻū           |  |  |       |  |  |                                    |  |  |                                    |  |
|                                               |                                    | Aliʻi Nui Alapaʻiwahine di Kaʻū              | Aliʻi Nui Kaoʻlanialiʻi di Kaʻū               |  |  |       |  |  |                                    |  |  |                                    |  |
| Aliʻi Nui Caesar Kaluaiku Kapaʻakea di Kauaʻi |                                    | Aliʻi Nui Alapaʻiwahine di Kaʻū              |                                               |  |  |       |  |  |                                    |  |  |                                    |  |
|                                               |                                    | Aliʻi Nui Kanepawale                         | Aliʻi Nui Kaʻihelemoana                       |  |  |       |  |  |                                    |  |  |                                    |  |
|                                               |                                    | Aliʻi Nui Kanepawale                         | Aliʻi Nui Kaʻihelemoana                       |  |  |       |  |  |                                    |  |  |                                    |  |
|                                               |                                    | Aliʻi Nui Kanepawale                         | Aliʻi Nui Kaʻopa                              |  |  |       |  |  |                                    |  |  |                                    |  |
| Aliʻi Nui Kamokuiki                           |                                    | Aliʻi Nui Kanepawale                         |                                               |  |  |       |  |  |                                    |  |  |                                    |  |
|                                               |                                    | Aliʻi Nui Uaua                               | Aliʻi Nui Kaʻehunuiamamaliʻi                  |  |  |       |  |  |                                    |  |  |                                    |  |
|                                               |                                    | Aliʻi Nui Uaua                               | Aliʻi Nui Kaʻehunuiamamaliʻi                  |  |  |       |  |  |                                    |  |  |                                    |  |
|                                               |                                    | Aliʻi Nui Uaua                               | Aliʻi Nui Koʻi                                |  |  |       |  |  |                                    |  |  |                                    |  |
| Kalākaua delle Hawaii                         |                                    | Aliʻi Nui Uaua                               |                                               |  |  |       |  |  |                                    |  |  |                                    |  |
|                                               | Aliʻi Nui Kepoʻokalani di Kauaʻi * | Aliʻi Nui Kameʻeiamoku di Kauaʻi *           |                                               |  |  |       |  |  |                                    |  |  |                                    |  |
|                                               | Aliʻi Nui Kepoʻokalani di Kauaʻi * | Aliʻi Nui Kameʻeiamoku di Kauaʻi *           |                                               |  |  |       |  |  |                                    |  |  |                                    |  |
|                                               | Aliʻi Nui Kepoʻokalani di Kauaʻi * | Aliʻi Nui Kamakaeheikuli di Kohala *         |                                               |  |  |       |  |  |                                    |  |  |                                    |  |
| Aliʻi Nui ʻAikanaka di Kauaʻi                 | Aliʻi Nui Kepoʻokalani di Kauaʻi * |                                              |                                               |  |  |       |  |  |                                    |  |  |                                    |  |
|                                               |                                    | Principessa Keohohiwa di Hilo                | Aliʻi Nui Keaweaheulu di Waiʻanae             |  |  |       |  |  |                                    |  |  |                                    |  |
|                                               |                                    | Principessa Keohohiwa di Hilo                | Aliʻi Nui Keaweaheulu di Waiʻanae             |  |  |       |  |  |                                    |  |  |                                    |  |
|                                               |                                    | Principessa Keohohiwa di Hilo                | Regina Ululani Nui di Hilo                    |  |  |       |  |  |                                    |  |  |                                    |  |
| Aliʻi Nui Analea Keohokālole di Kauaʻi        |                                    | Principessa Keohohiwa di Hilo                |                                               |  |  |       |  |  |                                    |  |  |                                    |  |
|                                               |                                    | Aliʻi Nui Kahoalani Eia dell'Isola di Hawaii | Aliʻi Nui Kamakakaualiʻi dell'Isola di Hawaii |  |  |       |  |  |                                    |  |  |                                    |  |
|                                               |                                    | Aliʻi Nui Kahoalani Eia dell'Isola di Hawaii | Aliʻi Nui Kamakakaualiʻi dell'Isola di Hawaii |  |  |       |  |  |                                    |  |  |                                    |  |
|                                               |                                    | Aliʻi Nui Kahoalani Eia dell'Isola di Hawaii | Aliʻi Nui Kapalaoa                            |  |  |       |  |  |                                    |  |  |                                    |  |
| Aliʻi Nui Kamaʻeokalani dell'Isola di Hawaii  |                                    | Aliʻi Nui Kahoalani Eia dell'Isola di Hawaii |                                               |  |  |       |  |  |                                    |  |  |                                    |  |
|                                               |                                    | Aliʻi Nui Keakaula dell'Isola di Hawaii      | Principe Ahaula dell'Isola di Hawaii          |  |  |       |  |  |                                    |  |  |                                    |  |
|                                               |                                    | Aliʻi Nui Keakaula dell'Isola di Hawaii      | Principe Ahaula dell'Isola di Hawaii          |  |  |       |  |  |                                    |  |  |                                    |  |
|                                               |                                    | Aliʻi Nui Keakaula dell'Isola di Hawaii      | Principessa Kawehe dell'Isola di Hawaii       |  |  |       |  |  |                                    |  |  |                                    |  |
|                                               |                                    | Aliʻi Nui Keakaula dell'Isola di Hawaii      |                                               |  |  |       |  |  |                                    |  |  |                                    |  |